# Orthomerus dolloi
Orthomerus dolloi es la única especie conocida del género dudoso extinto  Orthomerus  (gr. “fémur derecho”) de dinosaurio ornitópodo hadrosáurido, que vivió a finales del período Cretácico, hace aproximadamente entre 70 millones de años, durante el Maastrichtiense en lo que es hoy Europa. Orthomerus fue nombrado por el afamado paleontólogo inglés Harry Govier Seeley a partir de un esqueleto de un ejemplar juvenil de la localidad de Maastricht, Limburg, Holanda.  Los fósiles incluyen vértebras de la cola y una pata derecha incompleta, incluyendo el fémur que uso Seeley para erigir en nuevo género y especie que llamó Orthomerus dolloi.  Los huesos de las patas tenían solo la mitad del tamaño de los hadrosáuridos conocidos en  América del Norte y Asia, midiendo solo 50 centímetros de largo.
Una segunda especie, O. weberi, también aparece como O. weberae, fue descrito por primera vez por Anatoly Nikolaenvich Riabinin en 1945 a partir de restos del miembro trasero, provenientes de una formación sin nombre del Mastrichtiano, en Crimea en lo que es hoy Ucrania, en esa época parte de la URSS. En 2020 se erigió un nuevo género y especie, Riabininohadros weberae, para sus restos por Lopatin y colegas.
También se había listado una tercera especie, O. transsylvanicus, que actualmente es el espécimen tipo  Telmatosaurus, el cual Alfred Sherwood Romer refirió a Orthomerus, en su revisión de reptiles. Pero esta asignación no ha sido aceptada.
La especie y por extensión el género, han sido considerada un hadrosáurido dudosos debido a lo escaso y fragmentado del material disponible, y han caído en desuso. Su estudio es muy interesante, para esclarecer la diversidad de los dinosaurios de pico de pato, en Europa. Como hadrosáurido, Orthomerus debió haber sido un herbívoro que alternaba la posición bípeda con la cuadrúpeda y tenía una batería de dientes de reemplazo para moler el alimento.